# باول هوغن (لاعب دارت)
باول هوغن (بالإنجليزية: Paul Hogan)‏ هو لاعب دارت بريطاني، ولد في 30 أغسطس 1963 في Dudley ‏ في المملكة المتحدة.

## وصلات خارجية
- باول هوغن على موقع DartsDatabase.co.uk (الإنجليزية)